# Jaltomata sinuosa
Jaltomata sinuosa là loài thực vật có hoa trong họ Cà. Loài này được (Miers) Mione mô tả khoa học đầu tiên năm 2000.